# Discovery Hut
Discovery Hut est un camp de base construit en 1902, sur l'île de Ross en Antarctique, par Robert Falcon Scott lors de l'expédition Discovery (1901-1904). Il est situé à Hut Point sur le côté ouest de la péninsule de Hut Point qui borde le détroit de McMurdo. Il a été utilisé par plusieurs expéditions postérieures.
La « cabane », préfabriquée en Australie, est essentiellement un grand carré de 9,3 m sur 9,1 m avec des vérandas sur trois côtés sur le modèle des maisons australiennes de l'outback. Le toit pyramidal est soutenu par un pilier central. L'isolation est faite de feutre mis entre les murs internes et externes, tous deux en bois. Cette méthode était insuffisante et la hutte, difficile à chauffer malgré les double fenêtres. Les membres de l'expédition Discovery préfèrent alors vivre sur le navire, coincé dans la glace sur la côte. Le lard de phoque utilisé pour chauffer la hutte lors des expéditions suivantes explique le dépôt sur les murs. L'abri est classé comme site historique de l'Antarctique.
Les bases antarctiques McMurdo et Scott ont été construites à proximité.
Scott a érigé une seconde cabane, en 1911, au cap Evans, qui est dénommée Scott's Hut.

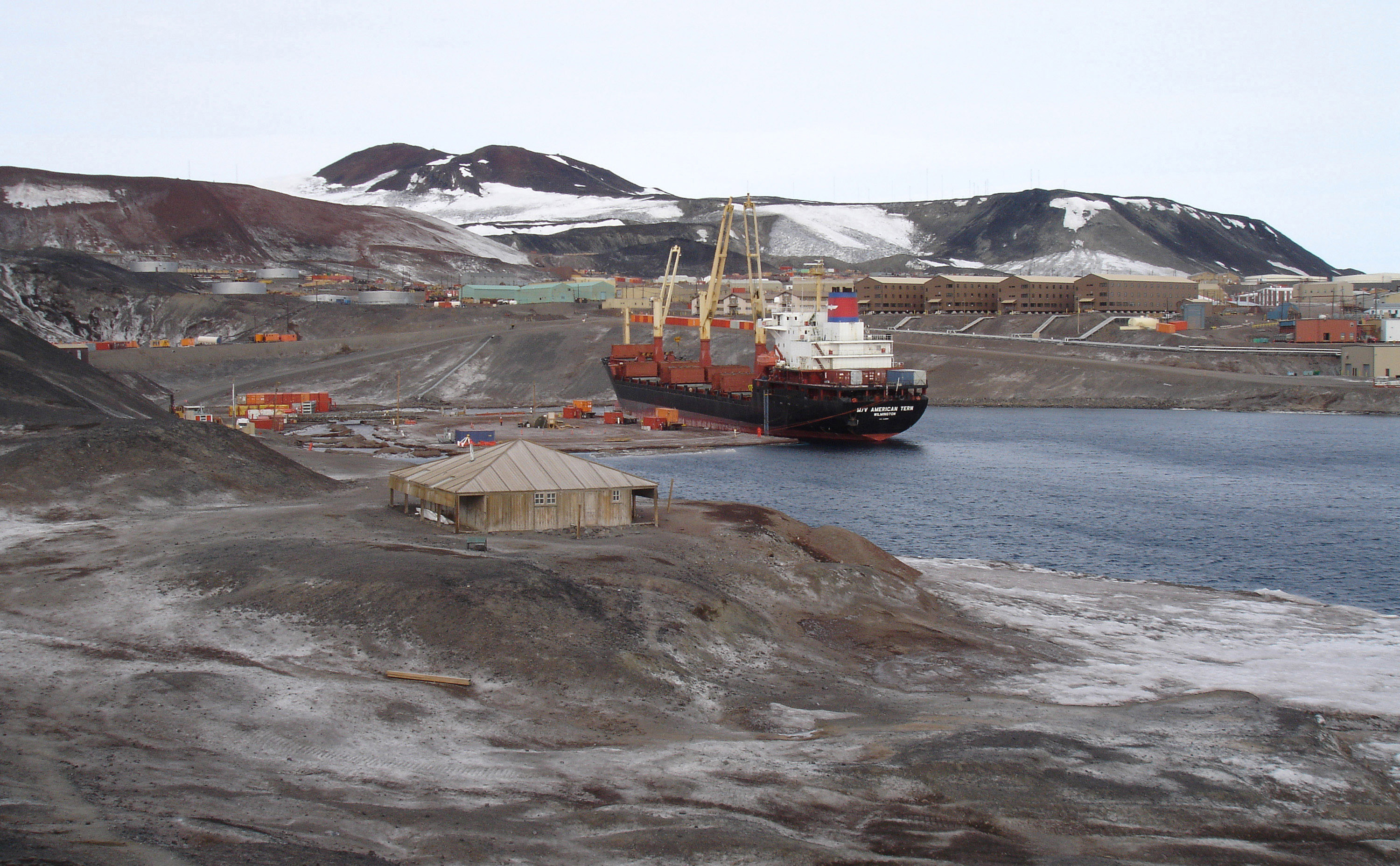
La Discovery Hut en 2007.